# Panurus biarmicus
El bigotudo (Panurus biarmicus) es una pequeña ave paseriforme singular, que pertenece a una familia propia, Panuridae. Anteriormente había sido ubicado en las familias Paridae, Aegithalidae y Paradoxornithidae por algunas similitudes con ellas.
Es una especie de climas templados de Europa y Asia. Es residente y la mayor parte de los individuos no migran a menos que ocurran movimientos eruptivos o de olas de frío. Es vulnerable a los inviernos gélidos, que pueden matar muchos individuos.
Esta especie es especialista de humedales, reproduciéndose colonialmente en grandes carrizales junto a lagos o en pantanos. Come áfidos de los juncos en verano, y semillas del junco Phragmites en invierno, de hecho, su sistema digestivo cambia como adaptación a las muy diferentes dietas estacionales.
Esta pequeña ave es de color castaño anaranjada con cola larga y vuelo ondulante. El macho tiene cabeza gris y bigotes negros. Las bandadas a menudo delatan su presencia en un cañizal por su característica voz «ping».

## Galería de imágenes
- Panurus biarmicus

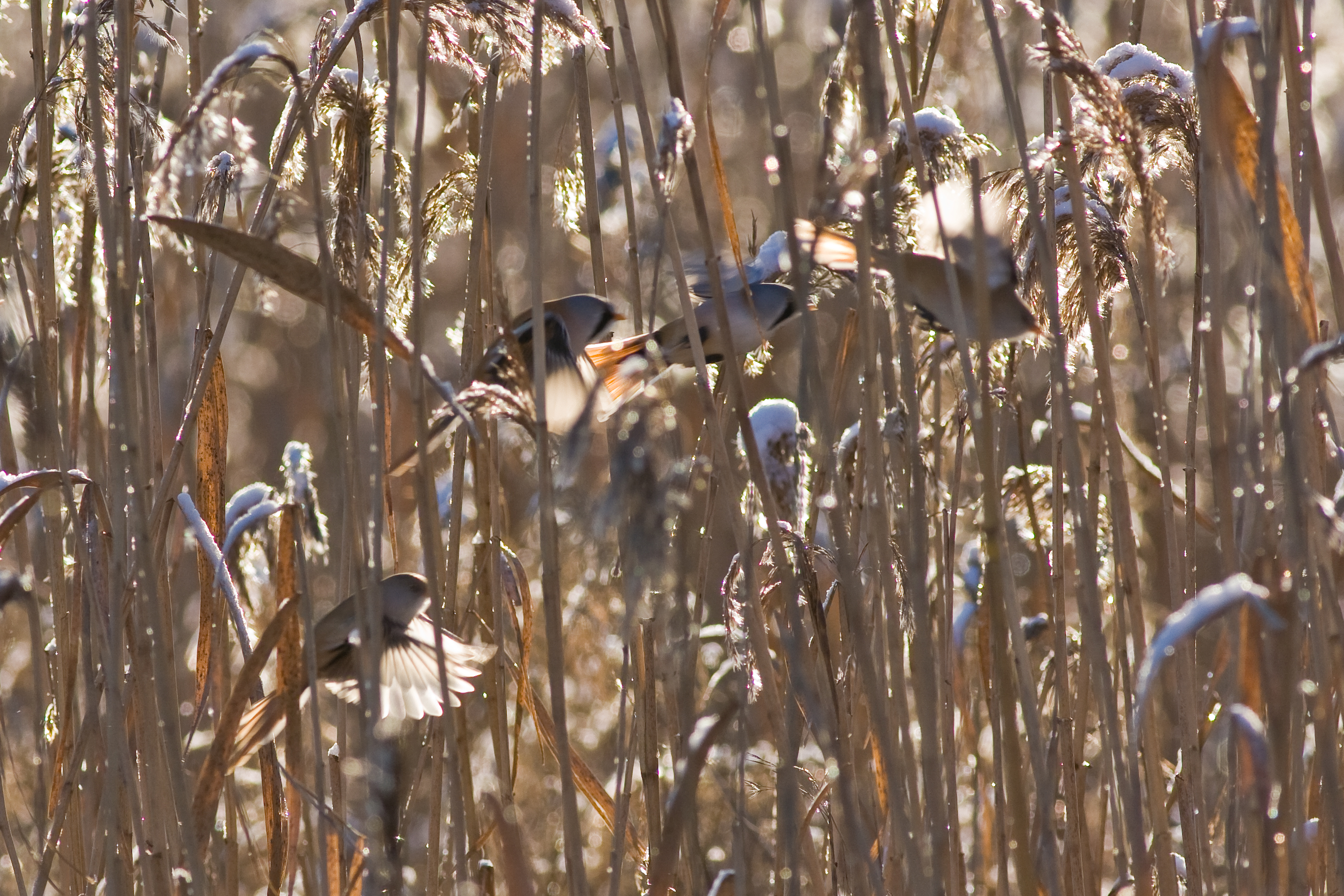
Bandada en hábitat natural.
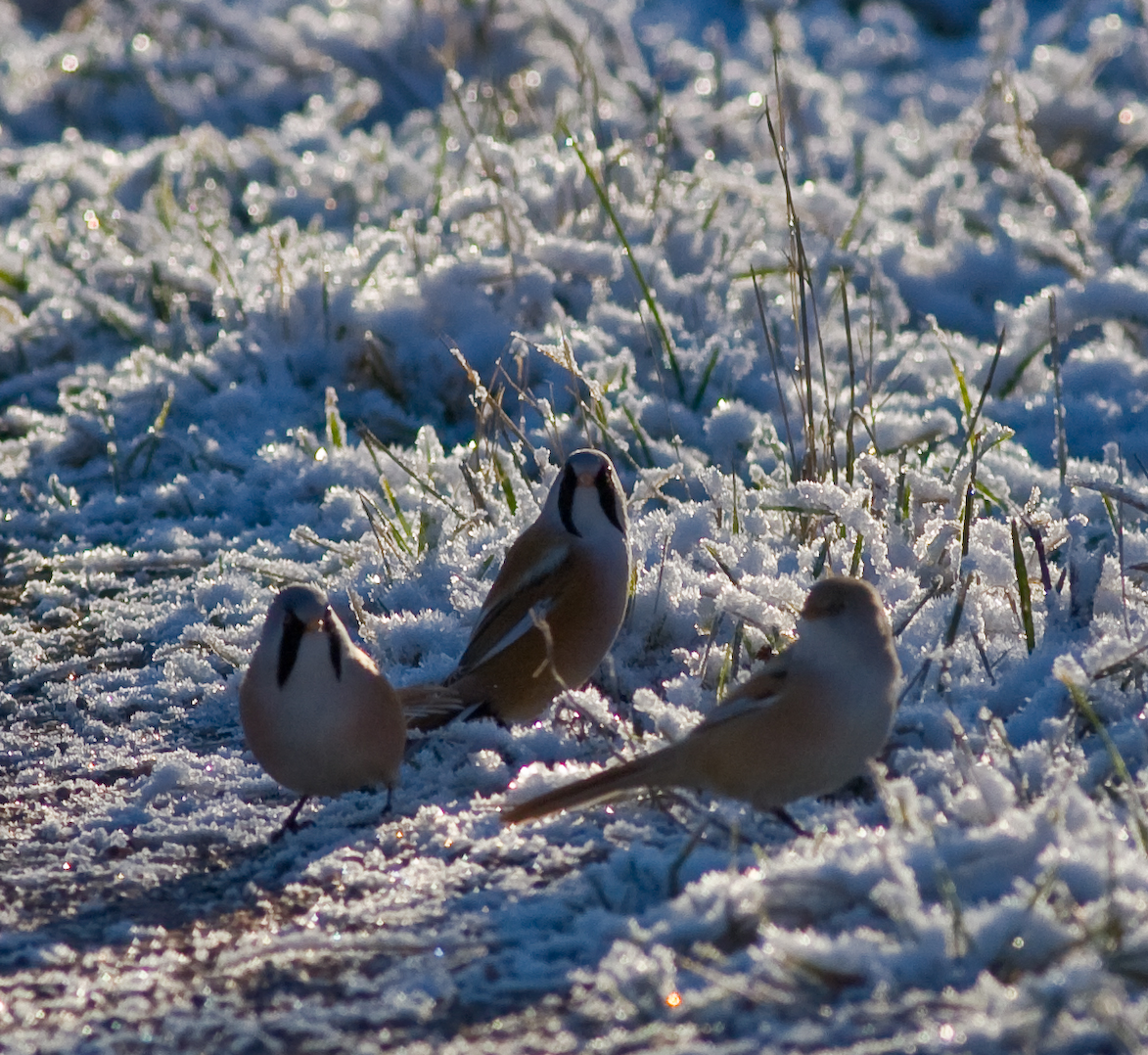
Dos machos y una hembra.
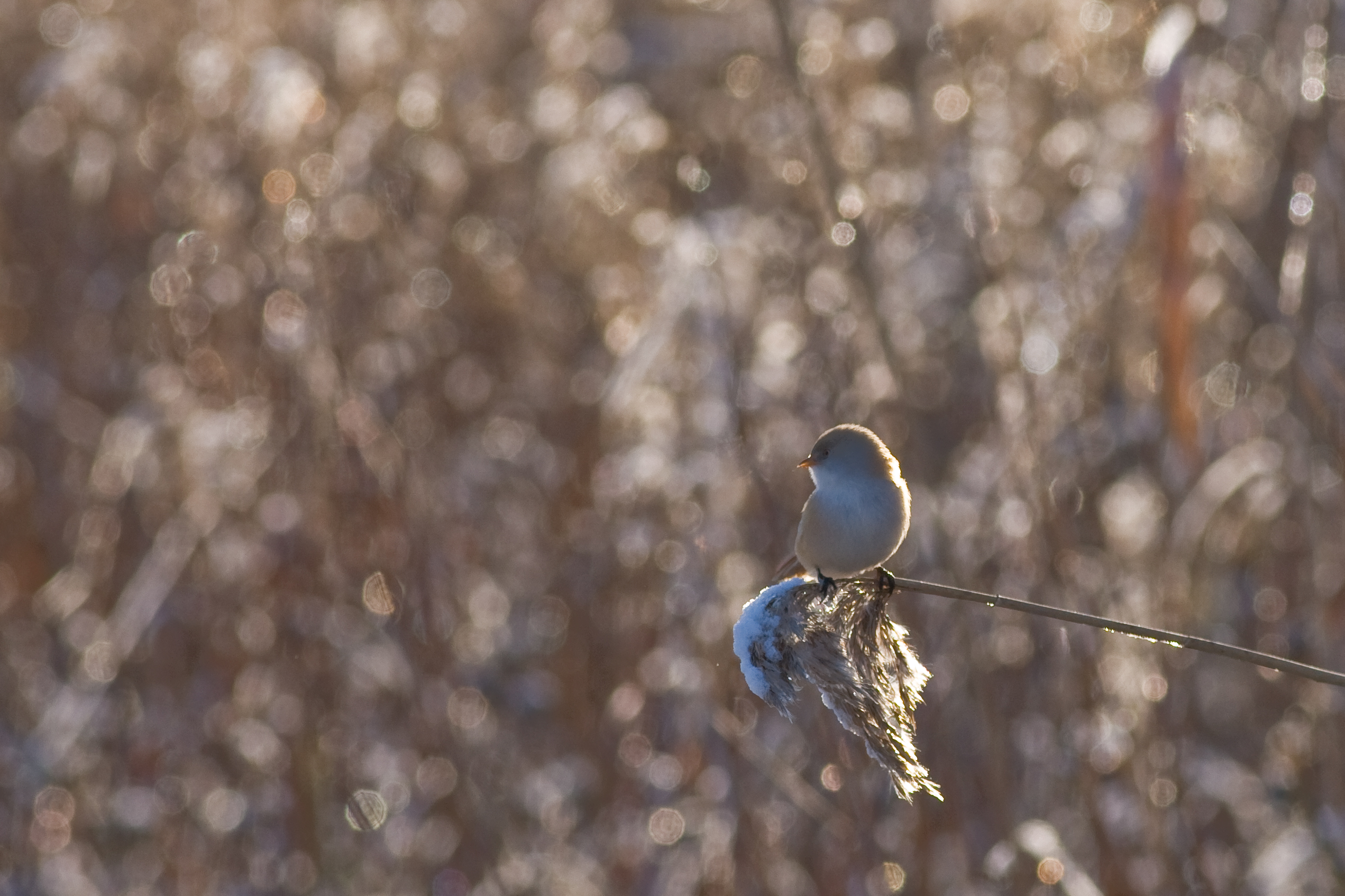
Hembra.
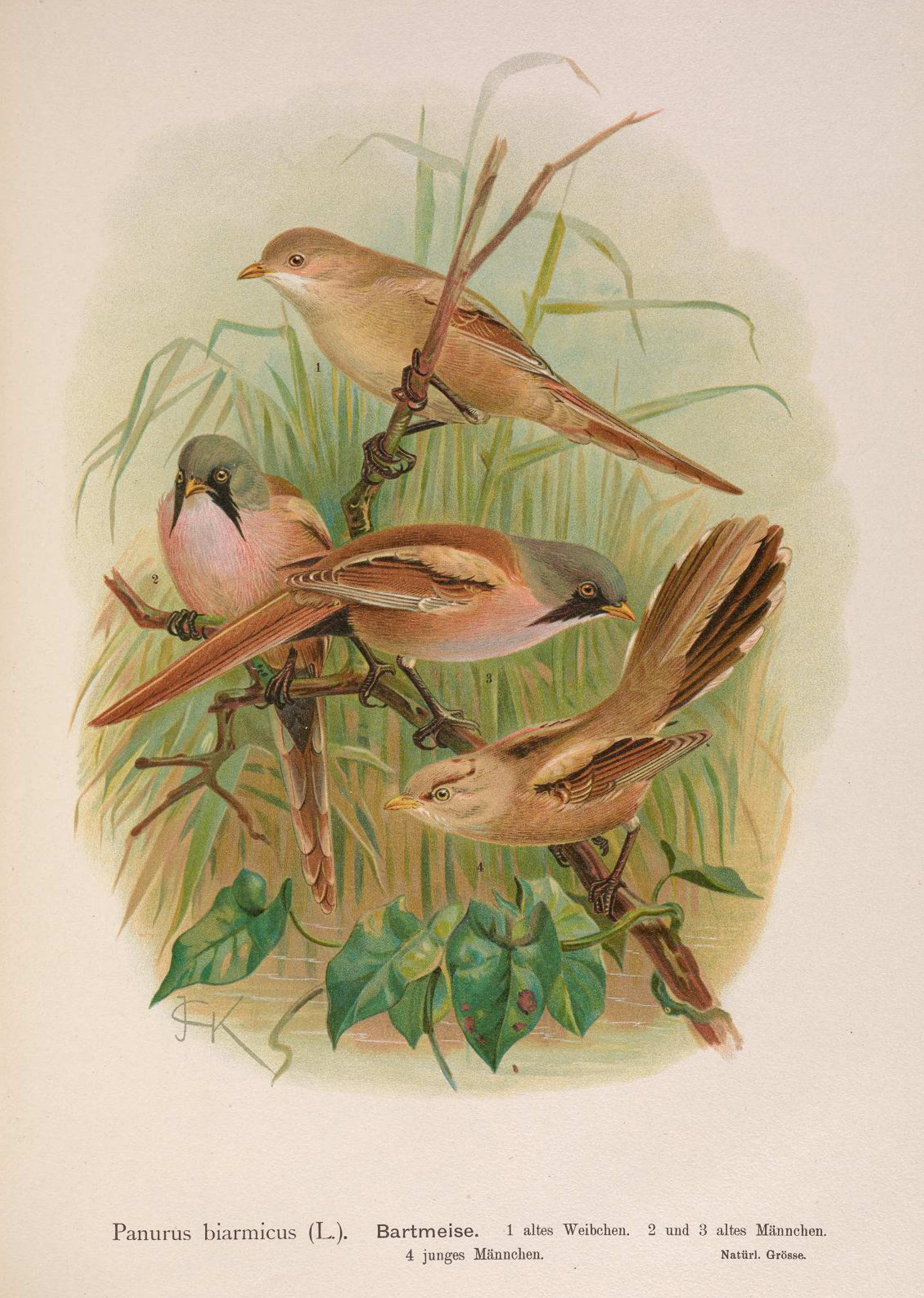
Joven (arriba), machos adultos (centro) y hembra adulta (frente)
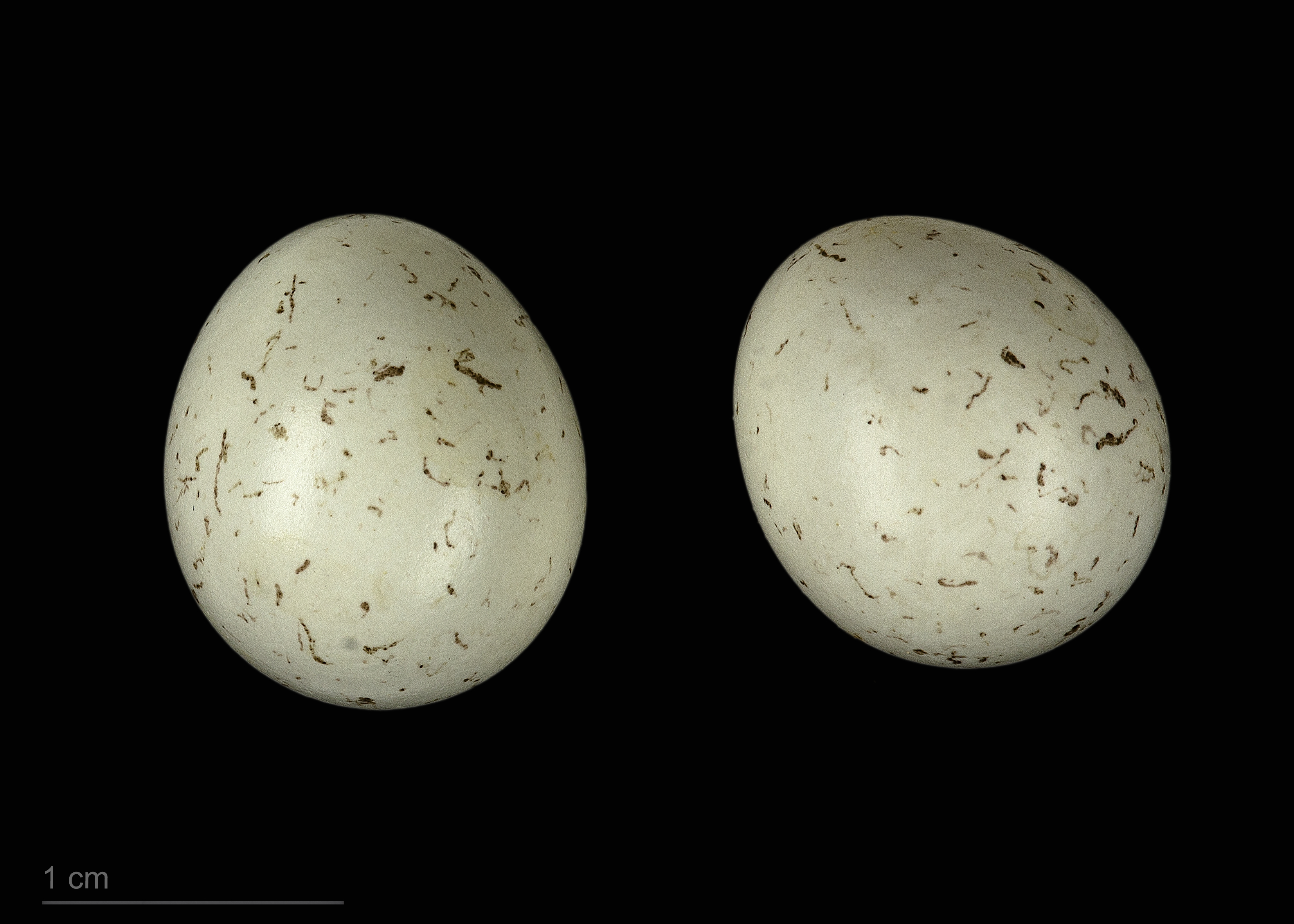
Panurus biarmicus russicus  - MHNT